# Agapanthia zappii
Agapanthia zappii là một loài bọ cánh cứng trong họ Cerambycidae.